# Arodier
Die Arodier waren eine Völkerschaft im nordöstlichen Anatolien. Gewöhnlich werden sie in dem Gebiet von der Muş-Ebene bis ans Schwarze Meer angesiedelt.

## Identifikation
Claudia Sagona will die Arodier mit den Urartäern gleichsetzen.